# Hôpital de Saint-Antoine de Goloni
L'hôpital de Saint-Antoine de Goloni est le témoin de l'existence d'une ancienne commanderie de l'ordre hospitalier de Saint-Antoine. Il est situé sur la commune de Bats, dans le département français des Landes.

## Présentation
Une bâtisse massive de ferme dotée d'un contrefort et d'une fenêtre ogivale est le dernier vestige de l'ancienne commanderie de Saint-Antoine de Goloni, qui comprenait originellement un couvent, un hôpital et une église. Elle est située dans le Tursan, au lieu-dit Golony, à l'extrémité du chemin Saint-Antoine, dans une exploitation agricole, ce qui a permis sa conservation.

### Historique
Goloni, siège de la commanderie générale de Gascogne, a créé et fédéré au moins douze prieurés et hôpitaux, dont la majeure partie a de nos jours disparu. Sa fondation daterait du XIIe siècle mais elle n'est citée qu'à partir de 1224. Vouée à l'origine à traiter les malades de l'ergotisme (dit alors « mal des ardents »), son action s'oriente largement vers l'accueil et le soin des pèlerins de Compostelle. Son premier hôpital, celui d'Urgons, est cité sous le nom d'« hôpital antonin » dans Le Guide du Pèlerin de Saint-Jacques-de-Compostelle (Livre V du Codex Calixtinus).
Le choix du site de Goloni à proximité du Gabas traduit l'attention des Antonins d'être proches d'un cours d'eau, afin d'aménager un vivier et un moulin à eau pour la production de farine et d'huile. La ferme du lieu-dit Golony comporte également le « vignoble antonin » et le quartier Porqueroun évoque la présence d'un élevage porcin. La chapelle de la commanderie a de nos jours disparu.
Le 2 mai 1322, Jean de Chanauld, commandeur de l'hôpital de Saint-Antoine de Goloni, et la comtesse Jeanne d'Artois, nièce du roi Louis IX, fondent par paréage la bastide de Grenade.

## Galerie

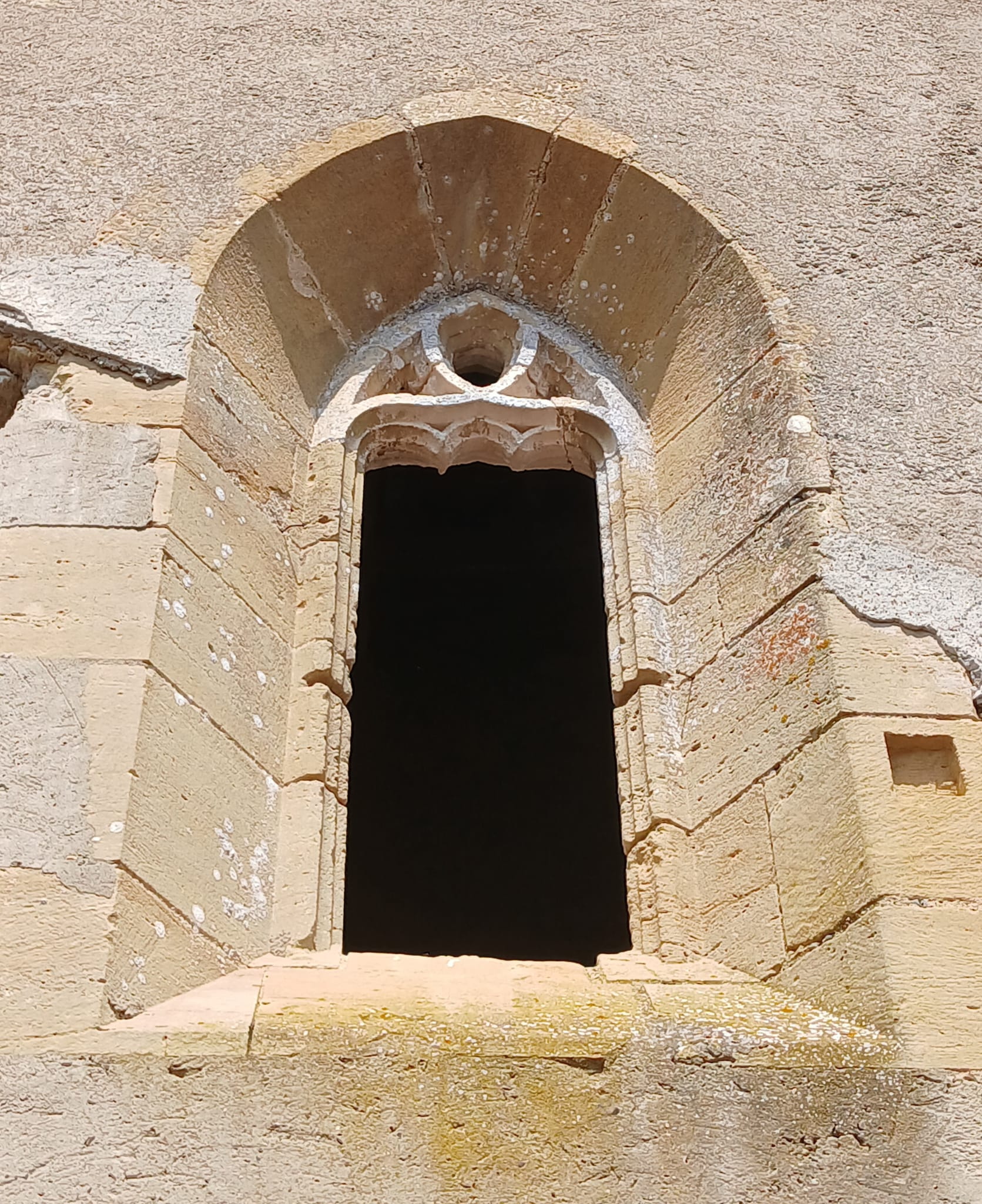
Fenêtre de style gothique de l'hôpital.
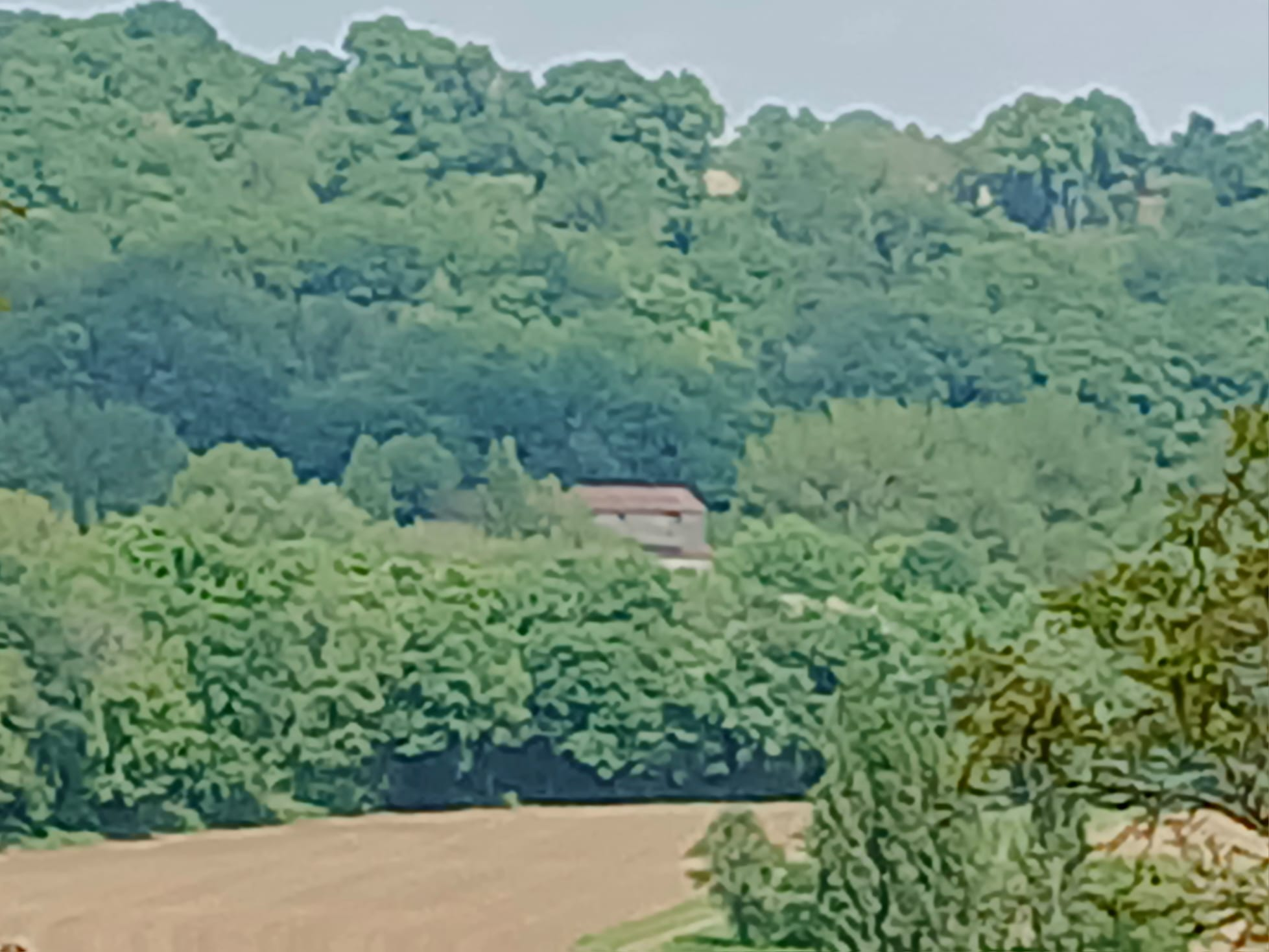
Saint-Antoine de Goloni dans son environnement, vu de la commune de Samadet.